# Miami Ink – studio tatuażu
Miami Ink – studio tatuażu – reality show wyprodukowany w Stanach Zjednoczonych przez telewizję TLC. W Polsce emitowany jest na kanale Discovery Travel and Living i Discovery Channel.
Właścicielami studia są: Ami James i Chris Nuñez. Pracownikami są także Chris Garver, Darren Brass, Yoji Harada, Tim Hendricks (sezon 4), Kat Von D (sezon 1–2), Baby Dre (sezon 4).
W każdym odcinku ukazana jest historia kilku klientów, którzy opowiadają swoją historie tatuażu lub ludzi, którzy proszą o pomoc.